# Église Saint-Martin de Lombron
 (avril 2019).
Si vous disposez d'ouvrages ou d'articles de référence ou si vous connaissez des sites web de qualité traitant du thème abordé ici, merci de compléter l'article en donnant les références utiles à sa vérifiabilité et en les liant à la section « Notes et références ».
L'église Saint-Martin de Lombron est une église d'architecture romane du XIIe siècle située à Lombron dans le département français de la Sarthe dans la région Pays de la Loire.

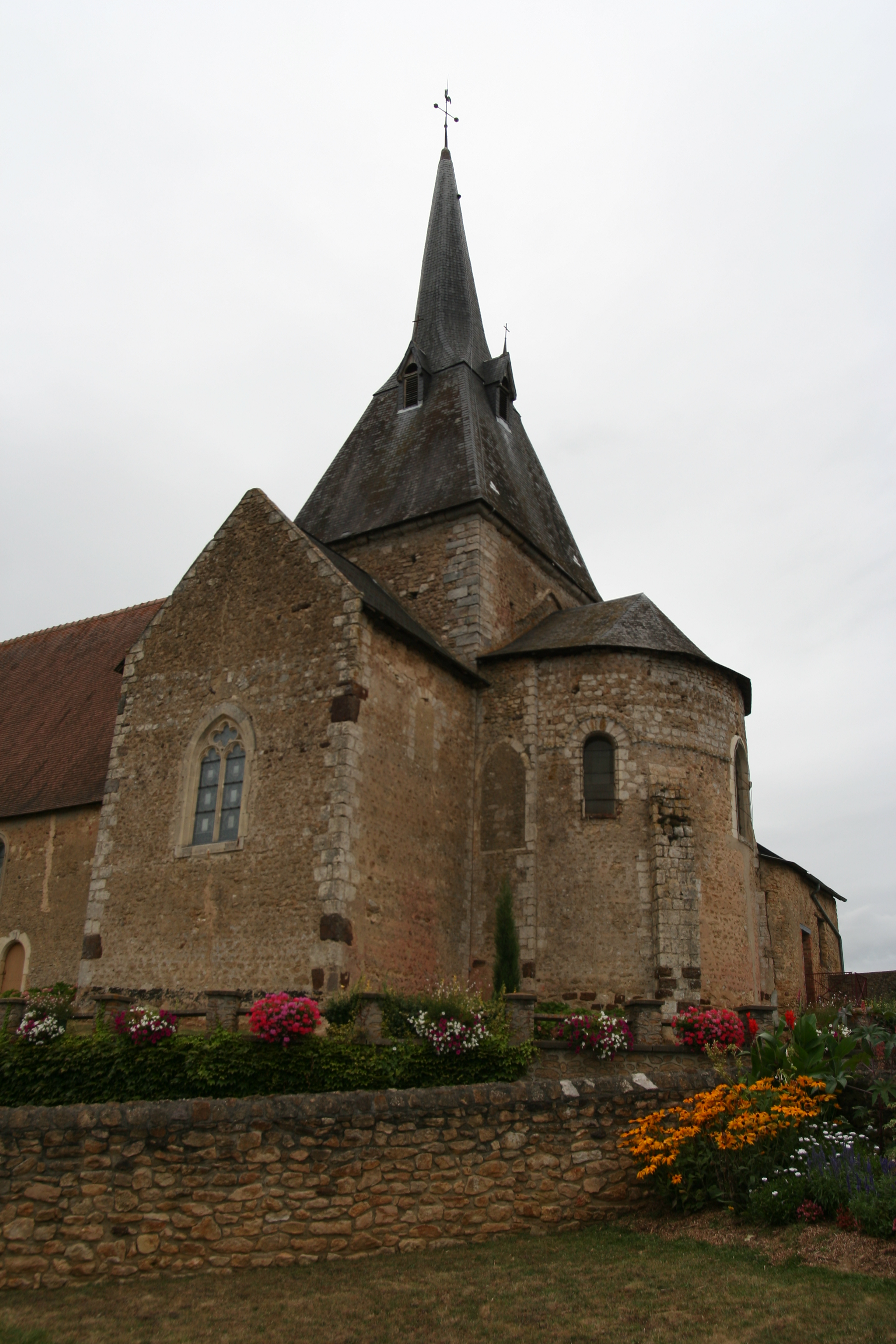
L'église Saint-Martin.

## Histoire
L'édifice est inscrit au titre des monuments historiques par arrêté du 5 décembre 1973. 
Elle a été donnée à la commune de Lombron en 1808 (mention sur les délibérations communales de l'époque).

## Description
L'église abrite un banc seigneurial du XVIe siècle aux armes des Montmorency-Laval-Boisdauphin.
Les bancs de l'église ont été gravés en 1764 par Gabriel TISON aux noms des donateurs de l'église, habitants de la commune. Ils ont une histoire et méritent d'être conservés.

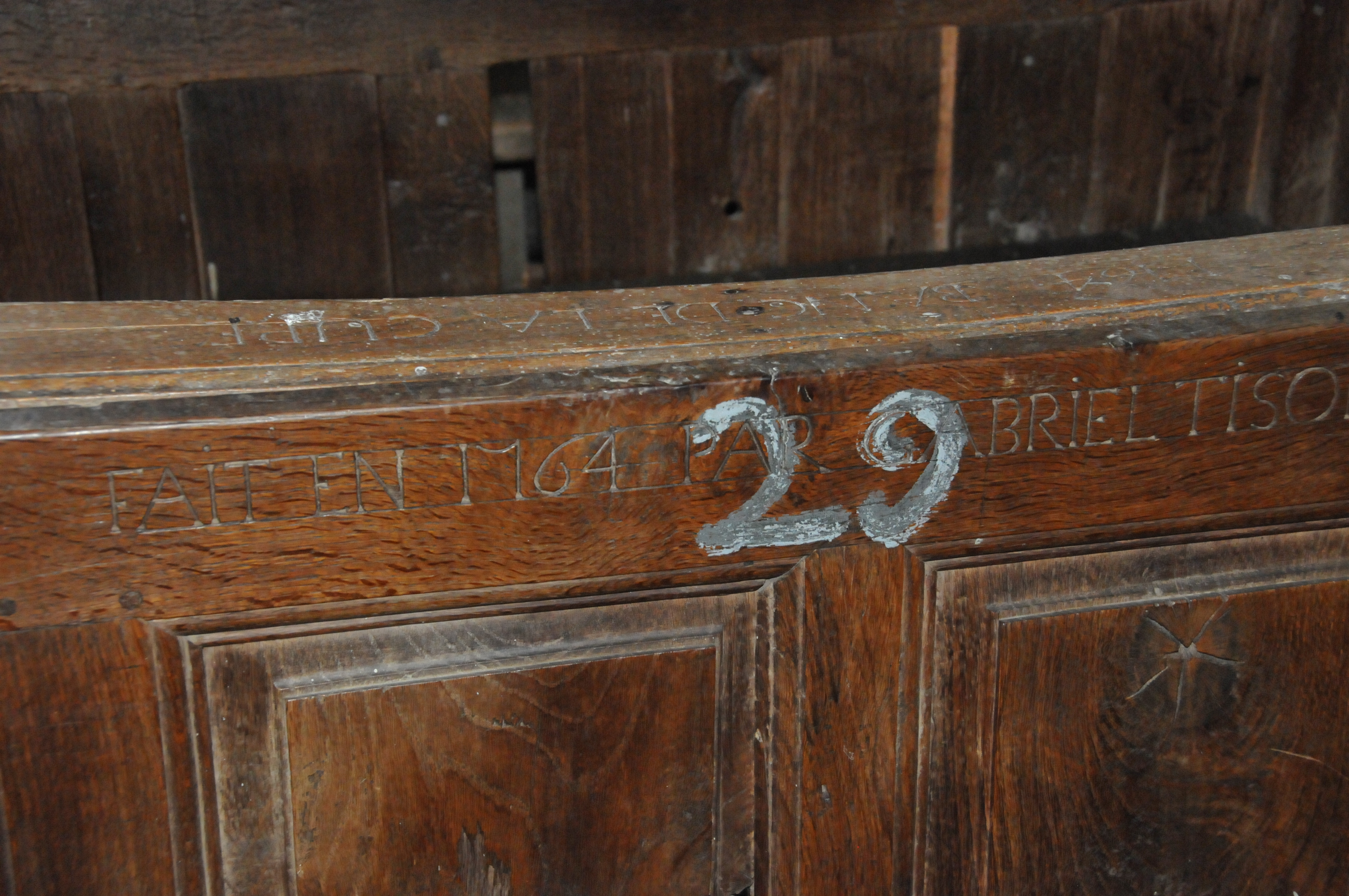
neant

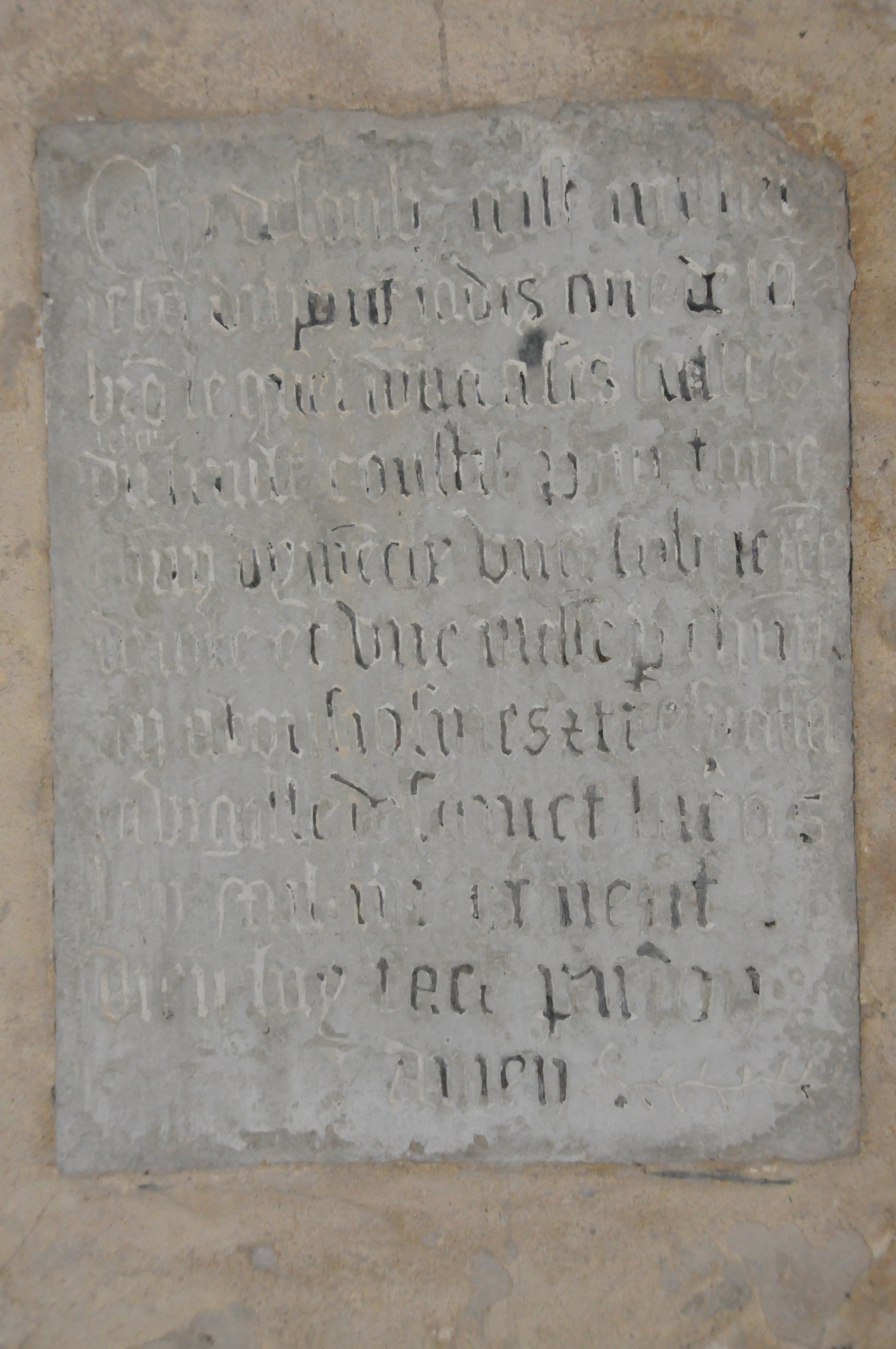

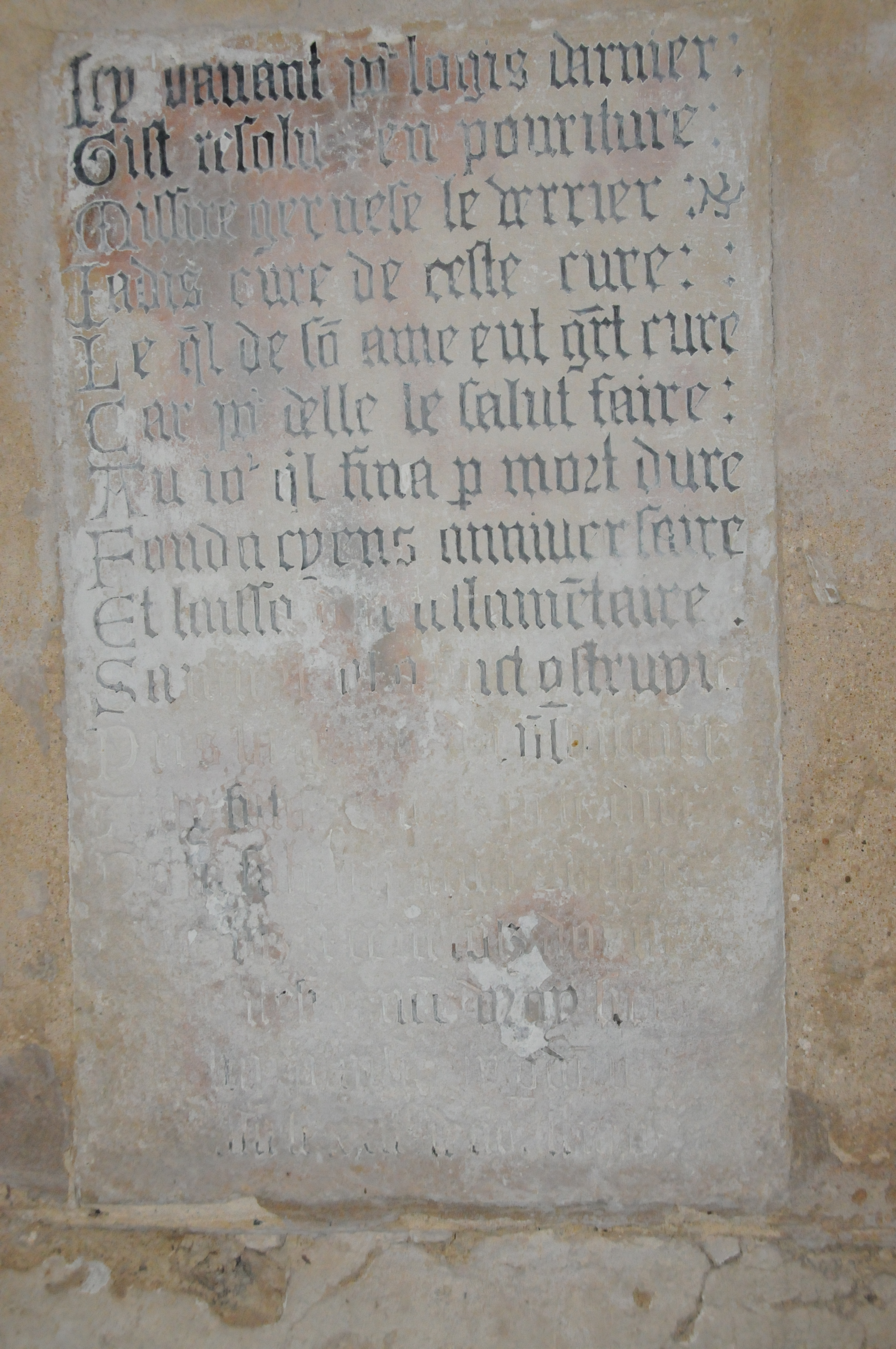

Deux curés de cette époque ont leurs épitaphes encastrées dans le mur : Jehan DUPIN, donateur de la terre du Haut Coutil, mort le 17 octobre 1409 et Gervais LE VERRIER, donateur de la maison presbytérale, décédé le 22 août 1513. En 1516, le seigneur de Bresteau fit refaire le pignon de la chapelle et ouvrir la belle fenêtre ogivale que Mathurin RAHET adorna d'un vitrail encore heureusement conservé.

Dans cette chapelle, on voit aussi l'ancien banc seigneurial du XVIe siècle avec dossier aux armes des LAVAL-BOISDAUPHIN auxquels appartenait le patronage de la paroisse de Lombron depuis le mariage de Jean DE LAVAL, seigneur de Boisdauphin avec Renée de SAINT-MARS unique héritière du dernier seigneur de Bresteau. Ce banc a été classé monument historique par arrêté ministériel du 14 novembre 1905.